# 深才村
深才村（しんさいむら）は、かつて新潟県三島郡に存在した村。

## 沿革
- 1901年（明治34年）11月1日 - 三島郡深沢村、才津村、大島村が合併し、深才村が成立。
- 1948年（昭和23年）4月1日 - 大字本大島、岡村古新田、北山古新田（一部）を分離し長岡市に編入。
- 1954年（昭和29年）5月1日 - 長岡市に編入され消滅。